# Dławigad afrykański
Dławigad afrykański (Mycteria ibis) – gatunek dużego ptaka z rodziny bocianów (Ciconiidae). Jest to biały ptak, z czarnymi lotkami i ogonem oraz różowawymi barkówkami, pokrywami skrzydłowymi i grzbietem. Samce większe od samic. Żyje samotnie lub w małych stadkach, żeruje na otwartej przestrzeni. Odżywia się zwierzętami wodnymi, które znajduje, brodząc w wodzie, podąża również za większymi zwierzętami, które wypłoszyły zdobycz. Gniazduje w dużych koloniach jedno- i wielogatunkowych złożonych maksymalnie z 50 par; samica składa średnio 3 jaja. Pisklęta opierzają się po 50–55 dniach, ale jeszcze pozostają u boku rodziców przez 1–3 tygodnie, nocując i będąc karmionymi przez nich. Nie wyróżnia się podgatunków. IUCN uznaje ten gatunek za najmniejszej troski (LC).

## Systematyka
Gatunek naukowo opisał wedle zasad binominalnego nazewnictwa gatunków w 1766 roku szwedzki przyrodnik Karol Linneusz w 12 edycji Systema Naturae. Autor nazwał opisany przez siebie gatunek Tantalus Ibis, a jako miejsce typowe holotypu wskazał Egipt.
Historycznie był on zaliczany do rodzaju Ibis, rzadziej Tantalus. Obecnie Międzynarodowy Komitet Ornitologiczny (IOC) przydziela tego ptaka do rodzaju Mycteria oraz uznaje go za gatunek monotypowy (brak rozpoznanych podgatunków); w podobny sposób czynią inne ornitologiczne autorytety.

### Etymologia
- Mycteria – gr. μυκτηρ muktēr, μυκτηρος muktēros „pysk”, „nos”, od μυκτεριζω mukterizō „kręcić nosem”[8],
- ibis –  gr. ιβις ibis, ιβιδος ibidos „ibis”[9].

## Występowanie
Afryka Subsaharyjska i zachodni Madagaskar; zalatuje do północnej Afryki – Maroka, Tunezji i Egiptu. Pospolity na wodach śródlądowych i lokalnie na wybrzeżu. Raczej osiadły, większość ptaków koczuje bądź daleko wędruje.
Jeszcze w XX wieku w polskojęzycznej literaturze wspominano o dławigadzie afrykańskim jako ptaku Afryki transsaharyjskiej, jednocześnie zastrzegano, że nie pojawia się on w Afryce Północnej. Zarówno zagraniczni autorzy, jak i polscy badacze nie opisywali tego gatunku w kluczach dotyczących ptaków kontynentu europejskiego i zachodniej Palearktyki. Jedynie kilku autorów w swych kluczach załączyło opis tego bociana, jako tzw. rare vagrant dla północno-zachodniej Afryki, a także Bliskiego Wschodu. Svensson i in. wspominają o tym ptaku, jako czasem obserwowanym na Wyspach Kanaryjskich, w Egipcie, Izraelu, Jordanii i Hiszpanii (największa liczba ptaków spotykanych tamże na tle innych krajów Europy). Poza pojawami naturalnymi część osobników wydaje się zbiegłymi z hodowli (kat. D) np. ogrodów zoologicznych, parków safari czy prywatnych hodowli. Okazy z Afryki Zachodniej przypuszczalnie migrują do Europy Zachodniej. Inne ptaki dotarły przykładowo również na Wyspy Świętego Tomasza, do Kataru, Tunezji, Maroka, Turcji oraz Bułgarii. Takie wędrówki są prawdopodobnie związane z ociepleniem się klimatu – podobna sytuacja tyczy się faetona białosternego (Phaeton aethereus), czapli złotawej (Bubulcus ibis) oraz kaniuka (Elanus caeruleus).
Historycznie dławigady afrykańskie najprawdopodobniej gnieździły się w dolnej części Nilu w byłej Nubii, przemieszczając się w czasie występowania fali powodziowej na północ, pojawiając się nawet w delcie najdłuższej rzeki świata, między Kairem a Aleksandrią i Damiettą. W XXI wieku zasięg występowania ograniczony jest do południowej części Egiptu.

## Budowa
Długość ciała około 95–105 cm, rozpiętość skrzydeł 150–165 cm. Masa ciała 1190–2384 g. Gatunek nie do pomylenia.
Upierzenie białe, czarne lotki widoczne w locie, ogon także czarny. Pokrywy skrzydłowe, barkówki i grzbiet mają różowawy odcień. Dziób lekko zakrzywiony, żółtopomarańczowy, ciemniejszy na końcu. Naga, czerwona, ew. częściowo pomarańczowa, skóra twarzy rozciągająca się poza oko, co odróżnia tego ptaka od bociana białego (Ciconia ciconia); tęczówki ciemnobrązowe. Obie płcie są podobne pod względem upierzenia, ale samice są nieco mniejsze. Nogi są pomarańczowoczerwone. W upierzeniu spoczynkowym ptaki mają bardziej matowe upierzenie i nagie części ciała. Osobniki w szacie immaturalnej są brudno szarobrązowe, ich nogi są szarozielone, a skóra na licu różowożółta. Ptaki w szacie juwenalnej są ciemnobrązowe, a ich partie dolne ciała są białe.

## Ekologia i zachowanie

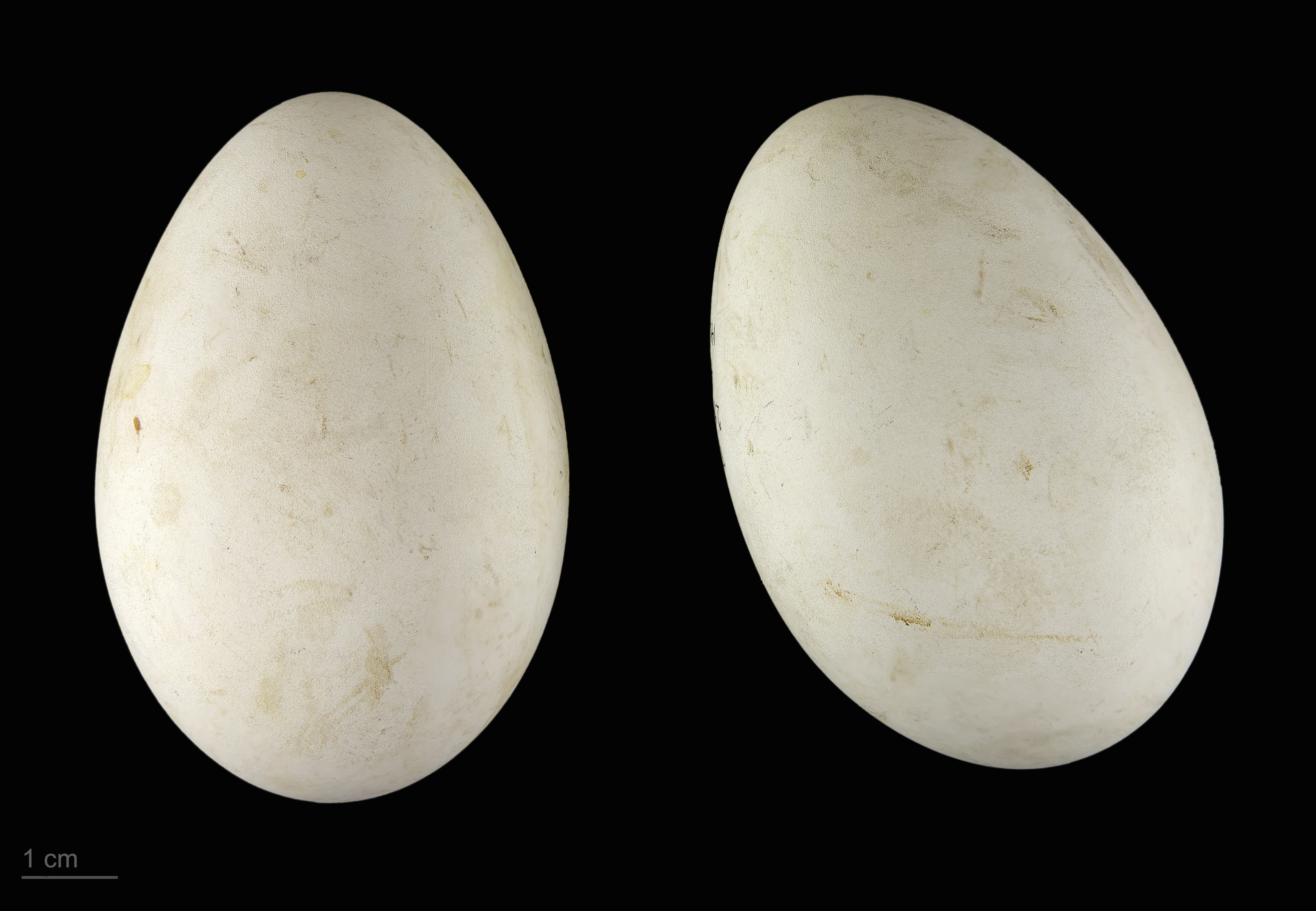
Jaja z kolekcji muzealnej

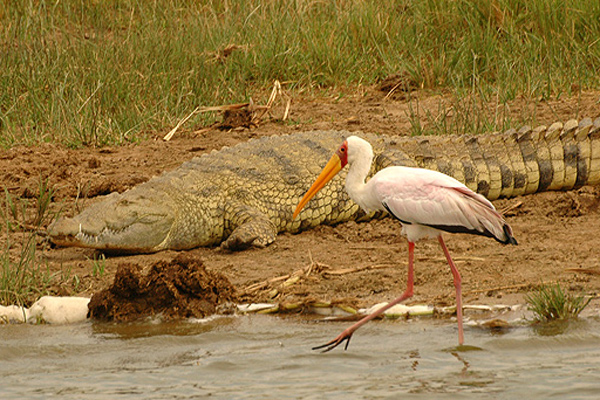
Z krokodylem nilowym

### Środowisko
Dławigady afrykańskie zamieszkują różne tereny podmokłe, jak jeziora, rzeki, bagna, estuaria, laguny, morskie watty, a także pola ryżowe. Dużo rzadziej występują na terenach lesistych, chociaż spotykane są również na terenach lesistych sawann. Niektóre kolonie są związane z terenami zurbanizowanymi i niekiedy gatunek ten gniazduje w miasteczkach.
Gdy się nie pożywia, odpoczywa na bezpiecznych łachach w towarzystwie czaplowatych (Ardeidae), warzęch (Platalea) i innych dużych ptaków. Niektóre źródła wspominają nawet, że dużo częściej trzyma się towarzystwa innych ptaków niż własnych kolonii.

### Wokalizacja
Raczej niemy z dala od kolonii lęgowych. W ich pobliżu ptaki wydają skowyczące wokalizacje, pomruki i syki, które są opisywane jako podobne do skrzypienia zawiasów. Potrafi też klekotać dziobem, wydając pusty dźwięk, prawdziwe trzaski są wydawane tylko w czasie kopulacji, przez samca. Pisklęta żebrząc o pokarm, wydają monotoniczne, powtarzalne ryki.

### Lot

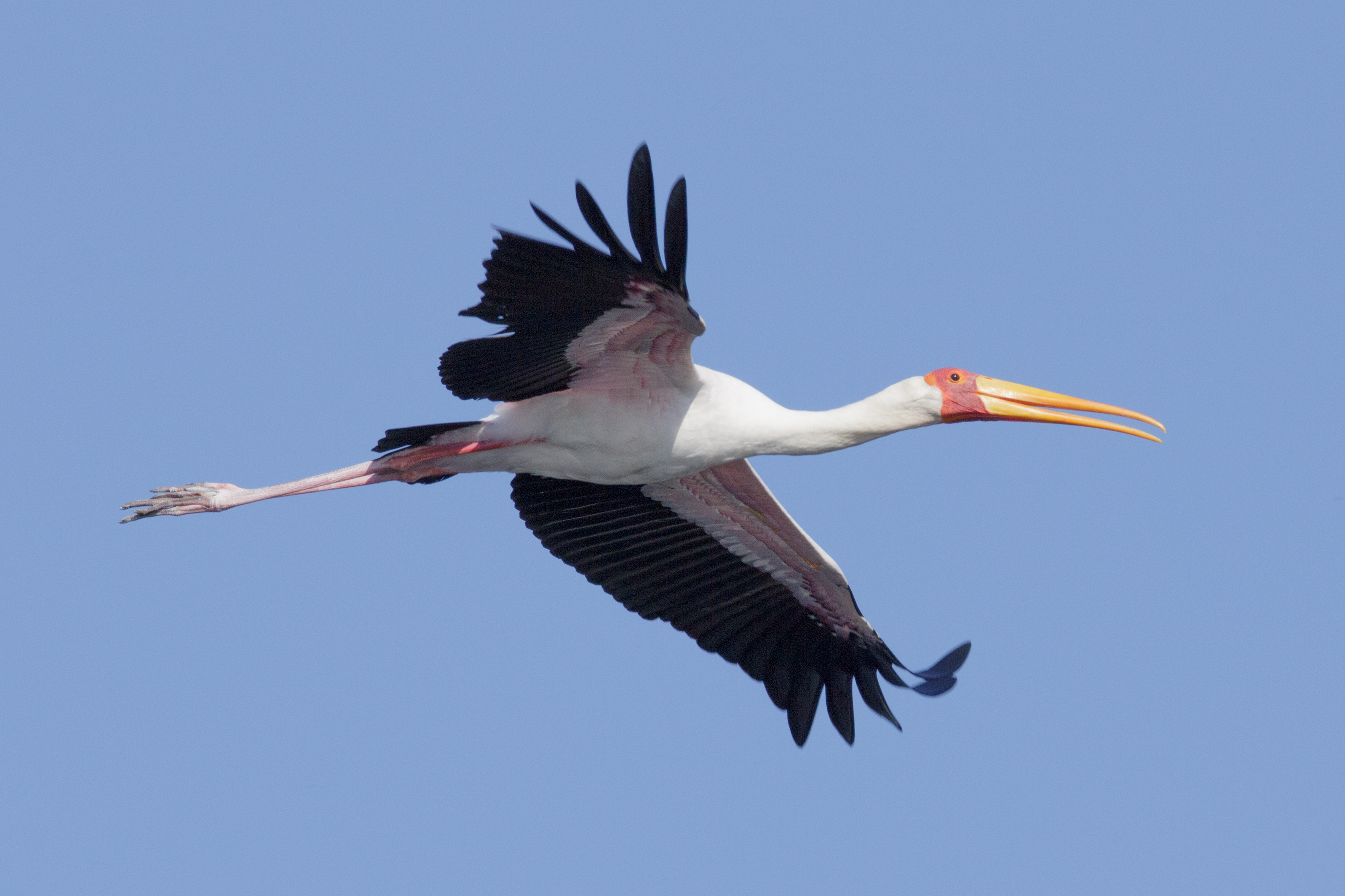
D. afrykański w locie.

Lata w sposób podobny co inne bocianowate (Ciconiidae) – wykorzystuje swe długie i szerokie skrzydła do szybowania, bo nie jest on przystosowany do dłuższego aktywnego lotu. Nogi i szyja są wyprostowane.

### Rozród
Gniazdo zbudowane jest z patyków i umieszczone na małym drzewie nad wodą lub wysoko na dużym drzewie na suchym lądzie. Gniazduje kolonijnie w grupach jedno- lub wielogatunkowych do 10–20 par na jednym drzewie (czasami do 50 par); sąsiednie gniazda są oddalone od siebie zwykle o 1–3 m. Samica składa 2–4 jaja (zwykle 3). Wysiadywanie trwa około 30 dni, a zajmują się nim oboje rodzice. Pisklęta początkowo pokryte są białym puchem. Rodzice karmią je rybami poprzez regurgitację. Młode stają się w pełni opierzone po 50–55 dniach po wykluciu i opuszczają gniazdo, ale wracają do niego na karmienie i nocują z rodzicami jeszcze przez 1–3 tygodnie. Dojrzałość płciową uzyskują w wieku 3 lat.

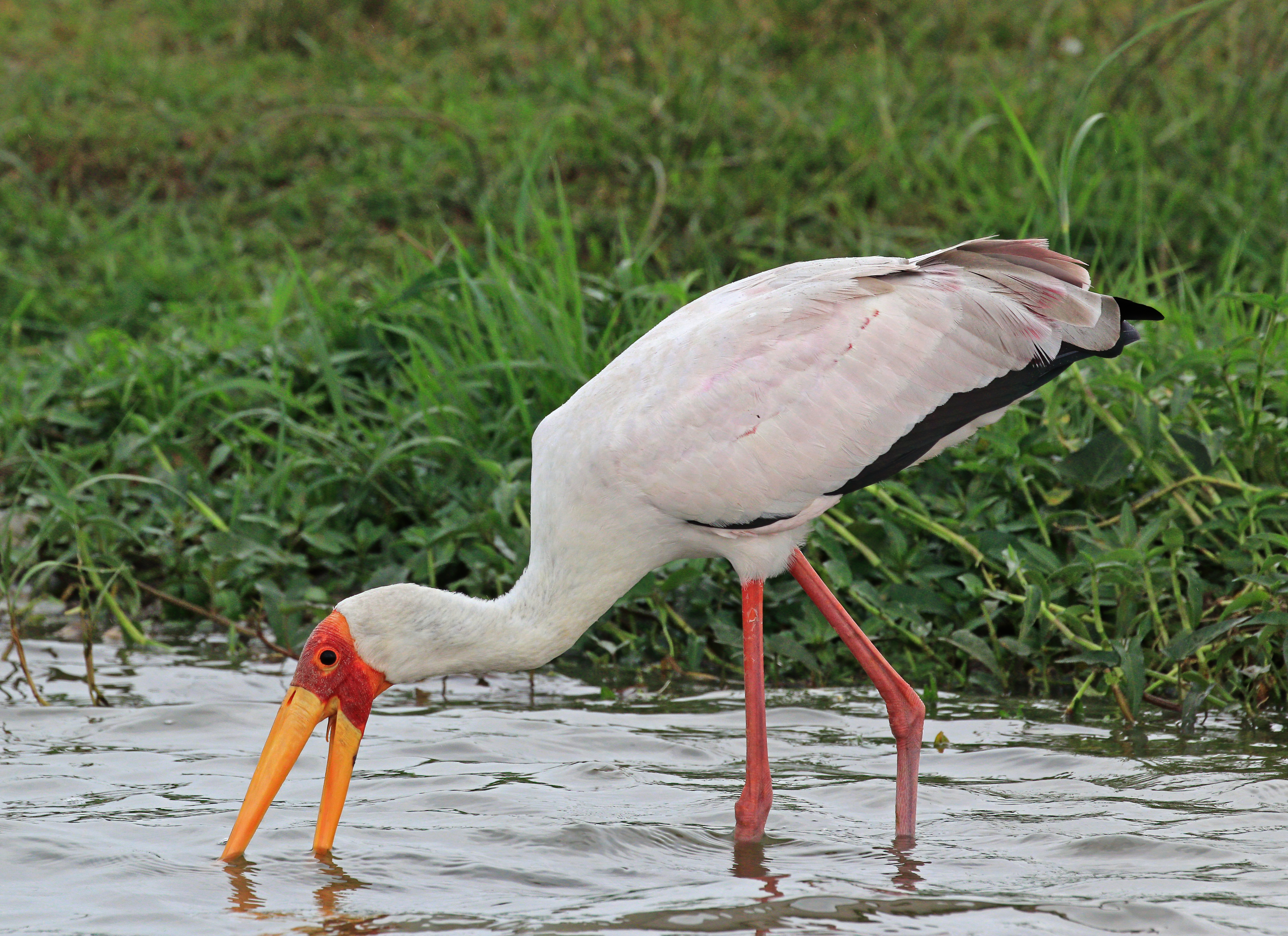
Żerujący M. ibis

### Pożywienie
Żeruje na głębokości 10–40 cm, w stosunkowo płytkiej wodzie. W skład jego diety wchodzą małe zwierzęta wodne, takie jak płazy bezogonowe (szczególnie, gdy te wychodzą po deszczu), np. buczek południowoafrykański (Pyxicephalus adspersus), ryby, owady wodne, robaki, skorupiaki, czasami małe ssaki i ptaki. Ryby połyka w całości. Kiedy ptak wyczuwa swym (w pół roztwartym) dziobem zdobycz, szybko zatrzaskuje go, po czym w całości połyka złapaną ofiarę. W celu wypłoszenia ofiar z piachu i roślin dennych dławigad afrykański porusza nogami. Łapie również zwierzęta, których obecność została zdradzona przez poruszające się w wodzie hipopotamy nilowe (Hippopotamus amphibius) i krokodyle. Stwierdzono też, że pożywia się zdobyczami zwróconymi przez kormorany (Phalacrocoracidae).

## Status
Międzynarodowa Unia Ochrony Przyrody (IUCN) uznaje dławigada afrykańskiego za gatunek najmniejszej troski (LC – Least Concern) nieprzerwanie od 1988 roku. Globalny trend liczebności populacji uznawany jest za jest spadkowy, choć niektóre populacje mogą być stabilne.
W Afryce Południowej rozmnaża się rzadko, spotykane są tam głównie osobniki będące migrantami poza sezonem lęgowym. Stwierdzono kilka małych kolonii liczących do 20 gniazd w delcie Okawango (stan na rok 1997), przy czym sporadycznie może się tam gnieździć nawet kilkaset par; obserwowano też nieliczne lęgi w innych rejonach Afryki Południowej. Ogółem jego obecność jest uzależniona od terenów zalewowych. W tym regionie często obserwowany jest w Parku Narodowym Krugera, w północnej części prowincji KwaZulu-Natal czy w centralnej części Wysokiego Weldu; nieczęsty jest w zachodniej części regionu i na południe od rzeki Oranje. Po deszczach sporadycznie spotykany jest też we wschodniej części Karru i byłego Kraju Przylądkowego. Chociaż jest określany jako rzadki w regionie Afryki Południowej, nie ma dowodów, aby jego populacja spadała.